# Jonathan Freedland

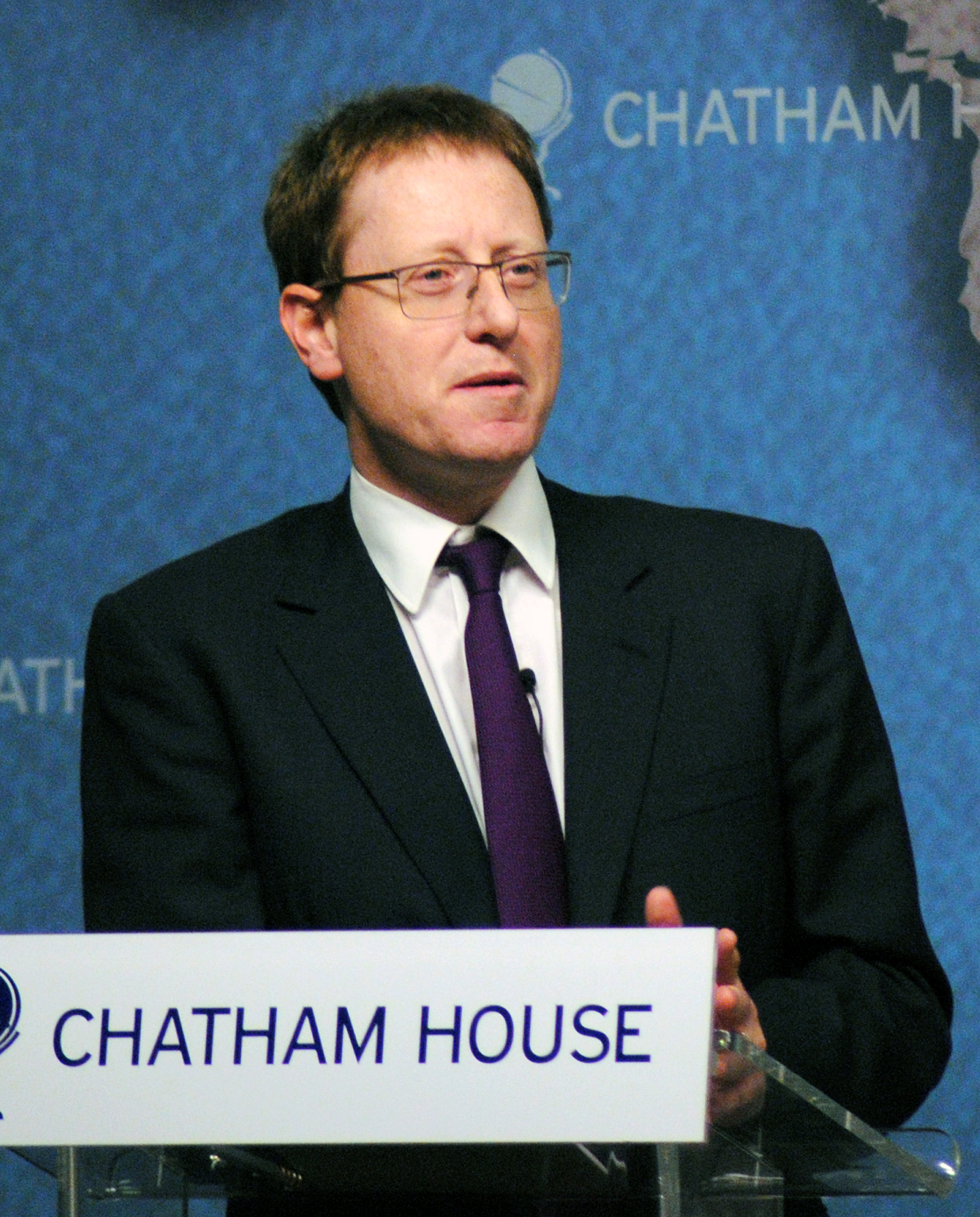
Jonathan Freedland 2013

Jonathan Saul Freedland (* 25. Februar 1967 in Großbritannien; Pseudonym Sam Bourne) ist ein britischer Journalist, Kolumnist, Essayist und Autor erzählender Literatur. Er bezeichnet sich selbst als „liberalen Zionisten“.
Nach seinem Studium in Politik und Ökonomie an der Universität Oxford arbeitete Freedland als Journalist bei der Washington Post, der New York Times, Los Angeles Times und bei Newsweek. Danach wurde er als Redakteur und Kolumnist beim Guardian in London tätig, außerdem leitet er eine Sendung bei BBC Radio 4. Seit fast 20 Jahren berichtet er über Nahost-Themen. Für seine journalistische Tätigkeit wurde er mehrfach ausgezeichnet, so in den jährlichen „What the Papers Say“ awards 2002 mit dem Titel Kolumnist des Jahres. Dort wurde er für seine durchdringenden, originellen, scharfen und sehr unverblümten Ansichten gelobt.
Im Jahr 1999 erhielt er für sein Buch Bring home the revolution. How Britain can live the American dream den Somerset Maugham Award. In seinem zweiten Buch unter seinem wirklichen Namen Jacob’s gift. A journey into the heart of belonging beschreibt er die eigene Familiengeschichte, von aus Osteuropa nach Großbritannien eingewanderten Juden bis hin zu seinem Sohn Jacob, der nun der fünften Generation der Familie in Großbritannien angehört.
Sein Schreibstil bei seinen Thrillern unter dem Pseudonym Sam Bourne soll dem von Dan Brown gleichen. Seine thematisch sehr unterschiedlichen Thriller haben alle einen Bezug zum jüdischen Leben und zur jüdischen Kultur. Ob es um die orthodoxen Chassiden in New York (in Die Gerechten), den Konflikt zwischen Juden und Palästinensern im Nahen Osten um die Deutung von archäologischen Funden (in Das letzte Testament) oder einen vermeintlichen KZ-Überlebenden (in Tag der Abrechnung) geht.
Er lebt mit seiner Frau in London, sie haben zwei Kinder.

## Werke (Auswahl)
Als Jonathan Freedland
- Bring home the revolution. How Britain can live the American dream. Fourth Estate, London 1998, ISBN 1-85702-547-4.
- Jacob’s gift. A journey into the heart of belonging. Hamilton, London u. a. 2005, ISBN 0-241-14243-1.
- Intervention. Thriller („Pantheon“ als Sam Bourne, 2012). Fischer Scherz Verlag, Frankfurt am Main 2014, ISBN 978-3-651-00057-5.
- Das Jahr der Rache. Thriller („The 3rd Woman“, 2015). Bastei Lübbe AG, Köln 2017, ISBN 978-3-404-17531-4.
- The Escape Artist: The Man Who Broke Out of Auschwitz to Warn the World (Biographie von Rudolf Vrba). John Murray 2022, ISBN 978-1-5293-6904-5.

Als Sam Bourne
- Die Gerechten. Roman („The Righteous Men“, 2006). Scherz Verlag, Frankfurt am Main 2006, ISBN 3-502-10024-1.
- Das letzte Testament. Roman („The Last Testament“, 2007). 3. Auflage. Fischer Taschenbuchverlag, Frankfurt am Main 2010, ISBN 978-3-596-17897-1.
- Tag der Abrechnung. Thriller („The Final Reckoning“, 2008). Scherz Verlag, Frankfurt am Main 2010, ISBN 978-3-502-10206-9.
- Der Gewählte. Thriller („The Chosen One“, 2010). Scherz, Frankfurt am Main 2011, ISBN 978-3-651-00007-0.
- Pantheon, 2012 (engl.) – Intervention, 2014 (deutsch) als Jonathan Freedland
- Der Präsident. Thriller („To kill the president“, 2017). Bastei Lübbe AG, Köln 2017, ISBN 978-3-404-17658-8.
- To Kill the Truth. Quercus, London 2019, ISBN 978-1-78747-492-5.